# Chorozinho (kommun)
Chorozinho är en kommun i Brasilien.   Den ligger i delstaten Ceará, i den östra delen av landet, 1 600 km nordost om huvudstaden Brasília. Antalet invånare är 18 920.
Följande samhällen finns i Chorozinho:
- Chorozinho

Omgivningarna runt Chorozinho är huvudsakligen savann. Runt Chorozinho är det ganska tätbefolkat, med 54 invånare per kvadratkilometer.